# Scellino ugandese
Lo scellino ugandese (in swahili shilingi) è la valuta dell'Uganda. Il codice ISO 4217 è UGX. Lo scellino è teoricamente diviso in 100 cent, ma monete in cent non sono state emesse dopo la rivalutazione dello scellino del 1987.

## Storia
Il primo scellino ugandese (UGS) sostituì lo scellino dell'Africa orientale nel 1966 alla pari. A seguito dell'alta inflazione fu introdotto un nuovo scellino (UGX) nel 1987 dal valore di 100 vecchi scellini.
Lo scellino ugandese è attualmente una moneta stabile ed è usato nella maggior parte delle transazioni finanziarie in Uganda, che ha un buon mercato valutario. Anche il dollaro statunitense è ampiamente accettato, accanto alla sterlina britannica e all'euro.

## Monete

### Primo scellino
Nel 1966 furono introdotte monete con valori da 5, 10, 20 e 50 cent e da 1 e 2 scellini. Le monete da 5, 10 e 20 cent erano coniate in bronzo mentre quelle di maggior valore erano coniate in cupro-nichel. La moneta da 2 scellini fu emessa solo in quell'anno. Nel 1972 furono emesse monete in cupro-nichel da 5 scellini che però vennero ritirate e sono ora particolarmente rare. Nel 1976 l'acciaio ricoperto di rame sostituì il bronzo nelle monete da 5 e 10 cent ed l'acciaio ricoperto da cupro-nichel sostituì il cupro-nichel nelle monete da 50 cent e da 1 scellino. Nel 1986 furono emesse monete d'acciaio ricoperto da nichel da 50 e da 1 scellino, le ultime del primo scellino.

### Secondo scellino
Nel 1987 sono state introdotte monete d'acciaio ricoperte in cupro-nichel da 1 e 2 scellini, in acciaio inox da 5 e 10 scellini; le monete da 5 e 10 scellini hanno il bordo ettagonale con lati incurvati. Nel 1998 sono state introdotte monete da 50, 100, 200 e 500 scellini.
I valori attualmente in circolazione sono da 10, 50, 100, 200 e 500 scellini.

## Banconote

### Primo scellino
Nel 1966 la Banca dell'Uganda introdusse banconote con i tagli da 5, 10, 20 e 100 scellini. Nel 1973 furono introdotte banconote da 50 scellini, seguite da quelle da 500 e 1000 scellini nel 1983 e da 5000 scellini nel 1985.

### Secondo scellino
Nel 1987 sono state introdotte le banconote della nuova valuta con i tagli da 5, 10, 20, 50, 100 e 200 scellini. Nel 1991 si aggiunsero i biglietti da 500 e da 1000 scellini, seguiti da quello da 5000 scellini nel 1993, da 10 000 scellini nel 1998, da 20 000 scellini nel 1999 e da 50 000 scellini nel 2003.
Le banconote in circolazione sono da 1000, 5000, 10 000, 20 000 e da 50 000 scellini.